# Triage médical
Pour les articles homonymes, voir Triage.

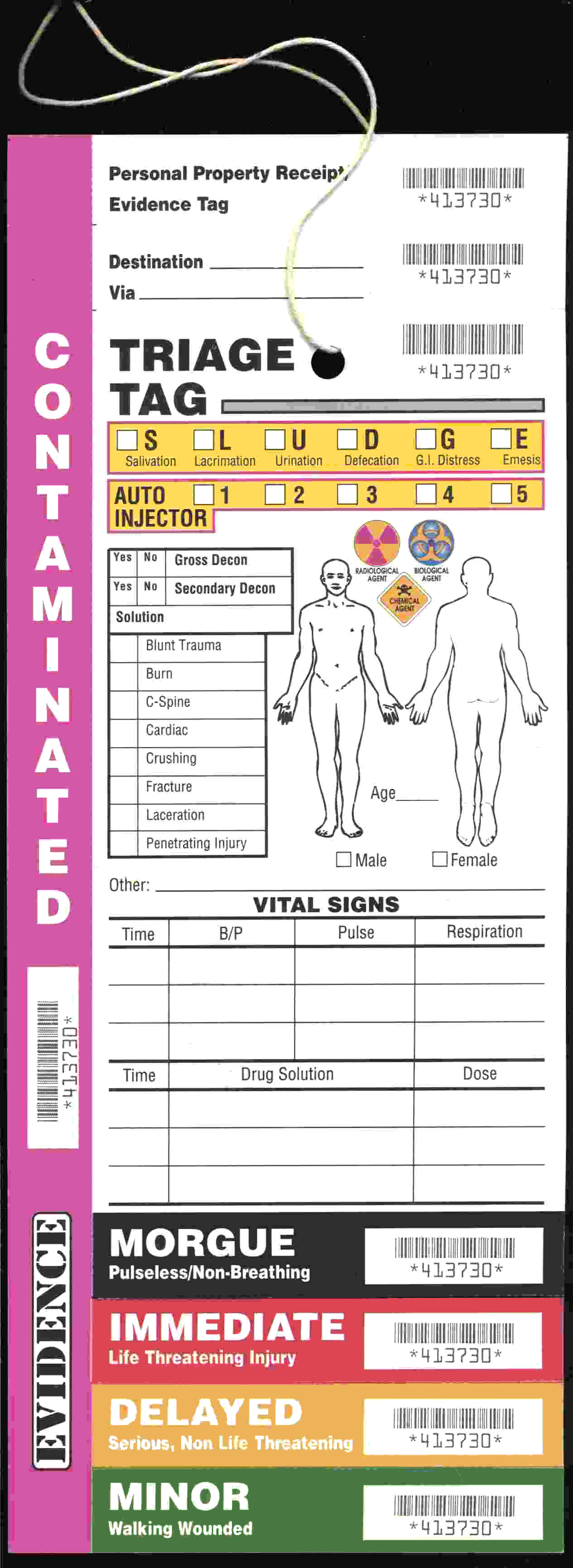
Exemple de fiche de triage d'une chaîne de décontamination, portée autour du cou par les victimes.

Le triage médical, lorsque le nombre de patients à traiter dépasse la capacité de soin, permet de déterminer quels patients sont prioritaires et l'ordre dans lequel ils vont être traités et évacués, avec l'objectif de sauver le maximum de personnes.

## Origine et évolution historique
Le terme triage est issu du vocabulaire de l'agriculture, en s'appliquant à la laine et au café ; il désigne à la fois le fait de trier (en anglais to sort), le résultat, le dispositif et le lieu où l'on trie.
Dans son sens médical, le terme triage apparait dans les traités français de médecine militaire dans les années 1880. L'objectif militaire est alors « la conservation des effectifs », il s'agit de soigner d'abord les soldats capables de retourner rapidement au combat, de les catégoriser selon l'urgence et la possibilité de les transporter.
L'expérience acquise au cours de la Première Guerre mondiale par le service de santé des armées françaises représente le moment fondateur du triage médical moderne. Il s'agit d'un système d'évaluations et de décisions à prendre dans la chaine d'évacuation des blessés vers l'arrière. Le terme « triage » fait d'ailleurs allusion à la gestion des trains (gare de triage), les « postes de triage » jouant un rôle analogue dans le transport des blessés.
Le terme triage (triage médical) est devenu un gallicisme en anglais médical, y compris sous la forme du verbe to triage au sens technique de trier les victimes dans un contexte de médecine militaire ou de médecine de catastrophe.

### Guerre de 14-18
Dans l'armée française, un système de triage est codifié dans un règlement de 1910, et testé au cours d'exercices en 1912. Ce système séparait les blessés capables de marcher, ceux qui pouvaient supporter un transport assis ou couché, et les « non transportables ». La priorité est donnée à l'évacuation loin du front, « en commençant  par le fond », les hôpitaux les plus lointains se remplissant au fur et à mesure.
Appliqué en 1914-1915, ce système ( « médecine ferroviaire » d'expédition) apparait comme désastreux, à cause du retard apporté au traitement des plaies de guerre. La stabilisation du front permet de le modifier en traitant plus rapidement les blessés par des unités chirurgicales disposées à « l'Avant » (la zone la plus proche du front). Il se crée deux niveaux de triage, le triage d'évacuation ou « aiguillage », et le « vrai triage » ou triage chirurgical précédant l'intervention.
Ce système évolue au cours de la guerre, il se perfectionne et s'adapte selon les circonstances (guerre de mouvement ou de positions, batailles défensives ou offensives). De façon générale, il devient plus sophistiqué, avec différents niveaux et critères de tri inspirés de méthodes industrielles. En 1917, le triage des blessés devient une spécialité à part entière : des médecins trieurs travaillent en équipes dans des postes de triage, à l'échelle du régiment (triage d'évacuation ) et de la division ou du corps d'armée (triage chirurgical).

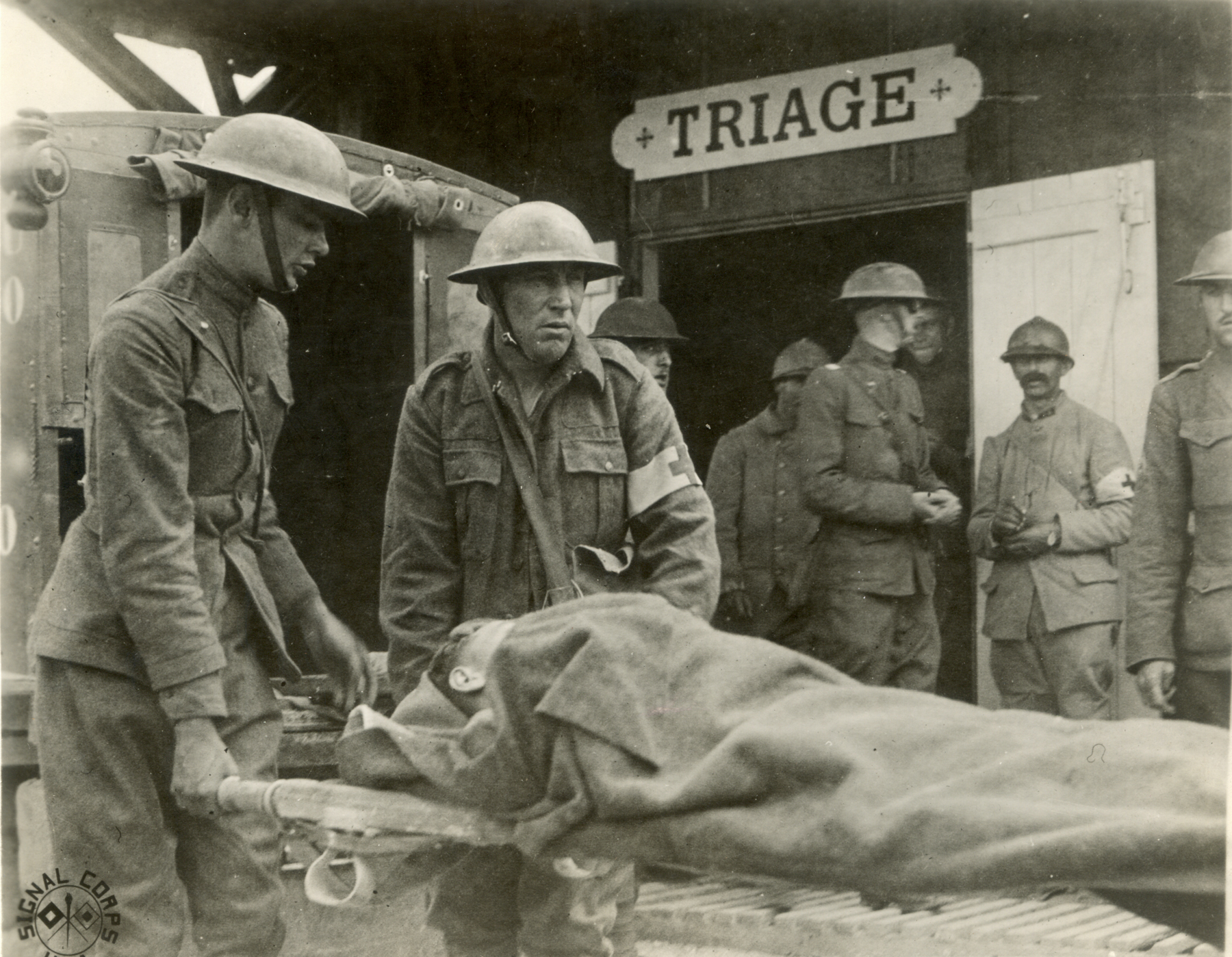
Arrivée de blessés au triage de l'hôpital militaire de campagne de Suippes (France) lors de la Première Guerre mondiale.

Les postes de triage peuvent être des autochirs, des annexes de gares sanitaires ou des hôpitaux  proches du front. Une équipe de triage pouvait comporter en permanence 2 chirurgiens, 4 infirmières, 2 infirmiers et 1 secrétaire, qui se succèdent en travail posté. Le rendement maximum pouvait être de 1 000 blessés couchés et 3 000 blessés assis en 24 heures (catégorisation, pronostic et indication opératoire de chaque blessé muni d'une fiche de différentes couleurs). Au-delà, le triage devient impossible.
Les critères du triage chirurgical proprement dit (sélection des blessés du jour à opérer) varient selon le chirurgien-chef (de l'autochir ou de hôpital militaire) pour qui la priorité absolue pouvait être : 
- les blessés avec hémorragie ou avec garrot ;
- ou les blessés nécessitant une trépanation ou une fermeture de plaie thoracique ;
- ou les blessés en état de choc tensionnel (considéré par d'autres comme une contre-indication à l'opération).

Peu à peu, à la suite de discussions et de confrontations d'expériences, le triage chirurgical de 1918 aboutit à une distinction proche de celle utilisée au début du XXIe siècle,  celle à quatre niveaux d'urgences : urgence absolue (blessés très graves), première urgence (blessés graves), deuxième urgence (blessés moyens), troisième urgence (blessés légers).
D'autres notions capitales émergent : 
- le triage d'évacuation doit aussi être thérapeutique : gestes de mise en condition de survie et de transport, de préparation à la chirurgie ;
- le triage n'est pas un système figé ou une fin en soi. Il doit s'adapter aux circonstances, être dynamique et évolutif, réalisé par différentes équipes en étroite coordination. Le triage doit être pensé et appliqué comme une tactique de combat, où il s'agit de ne jamais être en retard, ni être encombré ou débordé.

### Seconde Guerre mondiale et après
Au cours et à la suite de la Seconde Guerre mondiale, les systèmes de triage des blessés de guerre deviennent plus sophistiqués et standardisés. Le tri chirurgical n'est plus le choix d'un responsable local, mais l'application de critères définis à l'échelle nationale (échelle ou système de triage), notamment dans les armées alliées (américaine, britannique, canadienne, australienne…). Ces systèmes représentent une conception utilitariste du triage : il s'agit de viser au plus grand bien pour le plus grand nombre (et non pas le meilleur bien pour chacun, faute de temps ou de moyens). La priorité reste la  « conservation des effectifs », c'est-à-dire à ceux qui sont capables de retourner rapidement au combat.
Par exemple, lorsque la pénicilline devient disponible, mais en quantité limitée dans les forces américaines, il est décidé de l'utiliser pour soigner d'abord les soldats atteints de gonorrhée plutôt que les blessés les plus graves dont la récupération est plus lente.
Le triage peut différer selon la logique d'utilisation en s'appliquant à d'autres domaines. De la pratique de guerre (blessés du champ de bataille) il passe à la pratique civile au début des années 1960 avec la médecine d'urgence hospitalière (réception des urgences individuelles) et à la fin des années 1970 avec la médecine de catastrophe où il s'agit de gérer rapidement un grand nombre de victimes simultanées.
Il est aussi utilisé par la médecine humanitaire pour le choix des populations et des personnes à secourir (ordre de distribution des soins essentiels en fonction des moyens disponibles), ce qui implique des décisions d'ordre politique.

### Extensions du domaine du triage
Dans la deuxième moitié du XXe siècle, le triage élargit son domaine d'application de façon considérable. Il devient un élément de rationalisation économique, en tant que moyen de régulation d'accès à de nouvelles ressources (coûteuses) de santé : comment distribuer ces ressources ? Sur quelles maladies et populations faut-il concentrer les ressources collectives de santé (macro-allocation) ? Comment définir l'accès individuel à des ressources rares (micro-allocation) ?
Le triage est devenu une pratique explicite et assumée, utilisée dans de nombreux domaines, ne serait-ce que de façon temporaire (par exemple, la sélection des patients éligibles aux premiers traitements contre le HIV dans les années 1990). Il est en œuvre dans la réception des appels à la médecine d'urgence, dans la prise en charge en réanimation. Il régule l'accès à la dialyse rénale, aux greffes d'organes, à la chirurgie cardiaque, aux nouveaux traitements contre le cancer (recherche en oncologie)… 
Le triage fait l'objet de nombreux exercices et simulations, en médecine militaire comme en pratique civile (médecine de catastrophe, préparation aux pandémies…). Il est aussi implicite dans des domaines comme le traitement de l'infertilité ou les soins aux migrants.
Au début du XXIe siècle, le triage apparait comme un paradigme majeur des pratiques médicales contemporaines. Au-delà de sa valeur technique et scientifique (il n'apparait validé en ce sens que dans le triage des traumatisés graves) , il met en jeu une série de choix tragiques posant des problèmes éthiques, socio-économiques et politiques.

## Principes de base
Lors d'un accident « standard », on a typiquement une équipe préhospitalière (médicale ou paramédicale) de deux ou trois personnes pour s'occuper de la victime. Dans une situation à multiples victimes, ce n'est plus le cas, on a plus de victimes que d'intervenants.
Les décès se répartissent globalement en trois catégories :
- mort instantanée (50 %) : décès dans les secondes ou minutes qui suivent la blessure ;
- mort précoce (30 %) : décès dans les minutes ou les heures qui suivent la blessure ;
- morts tardives (20 %) : dans les heures, les jours, voire les semaines qui suivent la blessure.

L'objectif du triage est de limiter au maximum les morts précoces :
- on évacue ceux qui peuvent supporter le trajet ;
- on alloue les ressources médicales à ceux que l'on peut sauver.

« Les personnes blessées, encore vivantes, sont extraites en priorité par les pompiers. « Les premières détresses à prendre en charge sont celles-là », souligne le gendarme Jérôme Perrin, président délégué de l'antenne Paris-Centre de la Protection civile, qui compte 580 bénévoles. C'est la règle : elles passent avant les personnes en arrêt cardio-respiratoire, qui nécessitent un massage cardiaque susceptible de durer des heures, sans certitude, finalement, de pouvoir les réanimer.
L'un des secouristes explique : « Vu le nombre de victimes, si on avait accaparé le peu de secouristes pour des exercices de réanimation, le bilan aurait été encore plus lourd. » »

— Denis Demonpion, Au Bataclan : « Les secouristes sont formés mais ce ne sont pas des robots »

Structure de poste medical avancé : zone de triage dans l'entrée.

Il s'agit de déterminer d'abord des options pour le transport des victimes ; puis, dès que plus d'informations sont collectées sur la gravité et le pronostic, de choisir et de mettre en alerte le service le mieux adapté pour chaque patient, en fonction du temps disponible et des ressources hospitalières à disposition.
Le triage est donc fait en fonction des ressources de l'arrière et non sur des critères absolus.
Le tri est fait par un « médecin trieur » le plus expérimenté si possible. Dans les centres de triage militaires, il est confié au chirurgien le plus expert et le plus élevé en grade car sa décision doit être acceptée par toute la chaine de soins urgents qui suit. Dans les conditions d'un service d'urgence d'un hôpital, le pré-triage des patients est fait par un infirmier, l'« infirmier d'orientation », qui applique des protocoles de priorité à l'examen médical.

« On nous fait entrer dans une cour d’immeuble. Le Samu est là. […] On regarde ma tête. Je demande très sobrement et calmement si je vais mourir là, si la balle est à l’intérieur, si c’est horrible, si tout le monde est sorti, s’il y a des toilettes. On me répond que je parle trop, trop vite et trop distinctement pour que ce soit très grave, sinon je ne pourrais pas parler du tout. On me met un « bracelet de festival » avec des codes barres qu’on me scannera à chaque changement d’emplacement, et une feuille que je mets autour de mon cou, avec mon nom — « c’est joli, Louise » — et mes allergies. Je trouve ça super bien organisé, et j’aime bien les choses bien organisées. […] On nous dit qu’on va être transportés à Cochin. »

— Louise, rescapée de l'attaque du Bataclan, « Bien sûr que je vais te vomir toute ma version dessus, tu vas pas comprendre, meuf »

## Tri en cas d'afflux massif de blessés en France
Le triage intervient en cas d'afflux massif de blessés, qui peut avoir lieu :
- à l'avant, dans un hôpital de campagne (poste médical avancé, PMA) mis en place pour un plan rouge ;
- ou bien à l'arrière, dans un service d'urgences d'un hôpital en cas de plan blanc.

Théoriquement on classifie en quatre degrés d'urgence :
1. Urgence dépassée (UD) ou morituri (ceux qui vont mourir) : dans ces conditions, il est inutile — et cela représente un gaspillage de ressources donc une perte de chances pour d'autres victimes — de s'acharner aveuglément à traiter la personne ; on la confie aux traitements palliatifs ;
2. Urgence absolue (UA) : la personne doit être traitée (voire opérée) immédiatement et sur place ou dans les délais minimaux imposés par le cas et les ressources (notion d'heure d'or) ;
3. Urgence relative (UR) : la personne est stable et transportable, elle peut être évacuée vers une structure de soins classique, ou bien mise en attente avant les soins ou le transport ;
4. Urgence médico-psychologique (UMP) : blessé léger ou impliqué, la personne est dirigée vers une structure parallèle pour sa prise en charge matérielle (logement provisoire) et psychologique (cellule d'urgence médico-psychologique).

Les échelons UA et UR sont parfois développés en quatre niveaux :
1. EU : extrême urgence ;
2. U1 : blessé grave ;
3. U2 : blessé sérieux ;
4. U3 : blessé léger.

Les degrés EU et U1 forment les urgences absolues (UA), les degrés U2 et U3 les urgences relatives (UR).

### Triage lors d'un repérage des sauveteurs à l'avant
Les secouristes sont souvent les premiers présents sur place, soit qu'il s'agisse de secouristes bénévoles qui tenaient un dispositif préventif, soit qu'il s'agisse de la première équipe de sapeur-pompiers présente sur les lieux.
En l'absence de professionnels soignants un premier tri peut être alors fait par les secouristes; on parle de « repérage secouriste ». En 2007, le nouveau référentiel de formation (PSE2) a indiqué une procédure de repérage pour les situations avec de multiples victimes (SMV) ; toutefois, le texte semble poser problème au ministère de la Santé, le triage étant une prérogative des médecins. Par ailleurs, de nombreux secouristes sont eux-mêmes perplexes quant à l'utilité de la chose : le temps que l'équipe isolée mette en place les premières mesures (protection, regroupement des victimes valides, prise en charge des premières victimes blessées), les renforts seront arrivés.
La procédure est inspirée de la procédure Start :
1. Regroupement des victimes valides (pouvant marcher), auxquelles on attribue la couleur verte (bracelet, ruban autocollant…) ;
2. Pour les victimes non valides : bilan succinct :
  - victime qui ne respire pas : couleur noire,
  - victime inconsciente qui respire : couleur rouge (et mise en position latérale de sécurité, dite PLS),
  - victime consciente qui respire avec une fréquence supérieure à 30 mouvement par minute : couleur rouge,
  - victime consciente qui respire avec une fréquence inférieure à 30 mouvement par minute mais qui a un pouls supérieur à 120 pulsations par minute : couleur rouge,
  - victime consciente qui respire avec une fréquence inférieure à 30 et un pouls inférieur à 120 : couleur jaune.

### Triage de l'avant en cas de contamination
En cas de contamination NRBC (accident ou attentat), le tri est d'autant plus important qu'il détermine aussi l'ordre de décontamination. Deux chaînes de décontamination sont mises en place : une chaîne debout, pour les victimes pouvant marcher, et une chaîne allongée pour les victimes impotentes. Dans le cadre de la décontamination allongée, les personnes inconscientes et qui respirent sont prioritaires sur les personnes ne respirant pas.

## L’Échelle de triage et de gravité (ÉTG) canadienne
Le triage médical fait appel en grande partie aux infirmiers. En 1994, l'Ordre des infirmières et infirmiers du Québec publiait le document Prise de position – Soins infirmiers dans les services d'urgence et de première ligne - Un triage  efficace et une prise en charge globale. En 1999, l’Association des médecins d’urgence a publié un guide d’implantation : ÉTG - L’échelle canadienne de triage & de gravité pour les départements d’urgence.

## Le triage américain

### Triage START

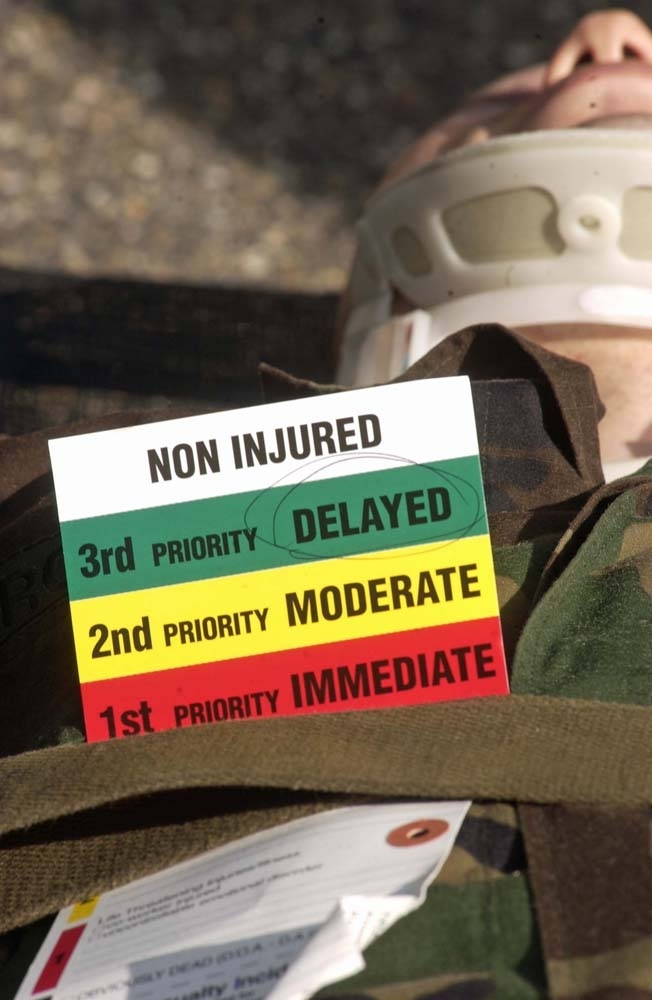
Fiche de triage de l'avant. Exercice de l'Armée US (Kaiserslautern, 9 août 2008).

Le triage START (pour Simple triage and rapid treatment (en), en français « triage simple et traitement rapide ») est généralement mené en 60 secondes ou moins. Une fois l'évaluation terminée, on attribue à la victime un des quatre niveaux suivants :
- Deceased : décédé : mort ou agonisant, pas de traitement ;
- Immediate : traitement immédiat (respect de l'heure d'or) ;
- Delayed : traitement urgent, peut attendre jusqu'à une heure ;
- Minor : traitement en attente, peut attendre jusqu'à trois heures.

Le tri se fait en cinq étapes :
1. Les personnes pouvant marcher sont dans un premier temps classées minor, et seront réévaluées plus tard ;
2. On contrôle les fonctions vitales des personnes allongées :
  - 2R : respiration, en absence de respiration, la personne est déclarée deceased (décédée),
  - 2P : pouls, si la personne présente des signes de collapsus et n'est pas perfusée, elle est classée immediate,
  - 2M : conscience (mental state), si la personne est inconsciente ou désorientée, elle est classée immediate,
  - si une hémorragie est détectée, elle est maîtrisée par les moyens habituels,
3. Diagnostic et évacuation des personnes marquées immediate ;
4. Diagnostic des personnes marquées delayed ;
5. Diagnostic des personnes marquées minor.

### Triage selon le«Tactical Combat Casualty Care»
La doctrine du « Tactical Combat Casualty Care » (TCCC) définit quatre niveaux de triage :
- Immediate : soldats nécessitant de la chirurgie pour survivre ; l'opération ne doit pas être « trop longue » et le combattant doit avoir de bonnes chances de survie ;
- Delayed : blessés ayant besoin d'une opération chirurgicale longue, mais dont l'état général permet d'attendre sans complications ;
- Minimal : blessés ayant des blessures légères, et pouvant être pris en charge par du personnel non médical, voire se prendre en charge eux-mêmes ;
- Expectant : les blessures sont tellement graves que même dans une situation idéale (blessé unique ayant une équipe médicale pour le soigner), les chances de survie seraient faibles ; l'expectant ne doit pas être abandonné mais mis à l'écart des autres et doit recevoir des soins palliatifs en mobilisant le minimum de personnel.

## Le triage anglais

### P System

Organigramme de la procédure de tamisage dans le P System BATLS).

L'Armée britannique, avec son BATLS (Battlefield Advanced Trauma Life Support), utilise le système P (P System) :
- P1 (priority one) — traitement immédiat : blessé nécessitant un traitement immédiat pour survivre (réanimation, chirurgie), mais avec de bonnes chances de survie ; par exemple les blessés ayant une obstruction des voies aériennes traitables, une hémorragie accessible ou nécessitant une amputation ;
- P2 (priority two) — traitement retardé : blessés nécessitant un traitement, mais pouvant attendre sans que cela compromette leurs chances de survie ; par exemple souffrant d'une fracture ouverte, d'une luxation majeure, ou brûlés sur 15 à 30 % de la surface corporelle ;
- P3 (priority three) — traitement minimal : blessés légers, pouvant se prendre en charge eux-mêmes ou être pris en charge par du personnel non qualifié ; par exemple souffrant de lacérations mineures ou de fractures sans complication ;
- P1 Hold — traitement en attente : blessés ayant de multiples blessures nécessitant un traitement important, ou avec peu de chances de survie ; par exemple traumatismes crâniens et cervicaux graves, brûlures étendues, irradiation massive ;
- Dead : décédé.

La procédure de base, dite « tamisage » (sieve), est décrite dans l'organigramme ci-contre :
- difficulté respiratoire : fréquence respiratoire inférieure à 10 respirations par minute (bradypnée) ou supérieure à 30 par minute (polypnée) ;
- difficulté circulatoire : pouls supérieur à 120 pulsations par minute (tachycardie) ou temps de recoloration cutané supérieur à 2 secondes.

Dans des conditions précaires (manque de personnel et manque de temps), le tamisage peut être la seule procédure utilisée. Sinon, le tamisage est la première étape du tri, celle qui détermine la priorité de traitement sur place. La deuxième étape est la quotation de l'état avec un score de 0 à 12, somme de trois items quotés de 0 à 4 — fréquence respiratoire, pression systolique et score de Glasgow — ; elle détermine la priorité d'évacuation.
| Variable physiologique | Valeur | Score |
| ---------------------- | ------ | ----- |
| Fréquence respiratoire | 10-30  | 4     |
| Fréquence respiratoire | > 30   | 3     |
| Fréquence respiratoire | 6-9    | 2     |
| Fréquence respiratoire | 1-5    | 1     |
| Fréquence respiratoire | 0      | 0     |
| Pression systolique    | > 90   | 4     |
| Pression systolique    | 76-89  | 3     |
| Pression systolique    | 50-75  | 2     |
| Pression systolique    | < 49   | 1     |
| Pression systolique    | 0      | 0     |
| Score de Glasgow       | 13-15  | 4     |
| Score de Glasgow       | 9-12   | 3     |
| Score de Glasgow       | 6-8    | 2     |
| Score de Glasgow       | 4-5    | 1     |
| Score de Glasgow       | 3      | 0     |

Les priorités sont alors :
- P1 : 1-10 ;
- P2 : 11 ;
- P3 : 12 ;
- P1 Hold : 1-3 ;
- Dead : 0.

Le médecin peut ensuite modifier le classement en fonction des traumatismes.
Le triage se refait à chaque étape de la chaîne d'évacuation. Par contre, il est important de ne pas tenter d'anticiper l'évolution, ce qui conduirait à une surévaluation des P1 et P2 et donc un engorgement de la chaîne.
La Royal Navy et la Royal Air Force utilisent le système T (T System, pour treatment), également utilisé par l'OTAN et le CICR :
- T1 = P1 ;
- T2 = P2 ;
- T3 = P3 ;
- T4 = P1 Hold ;
- Dead.

### Manchester Triage System
Le Manchester Triage System (MTS) est utilisé dans les services d'accueil des urgences. Il a été créé en 1994, et son utilisation a été étendue à tout le Royaume-Uni en 1997 pour devenir le UK National Triage Score. Il classe les patients en cinq catégories :
1. Immediate resuscitation : le patient nécessite des soins immédiats pour sa survie. Pas de délais avant les soins ;
2. Very urgent : le patient a des maladies ou blessures sérieuses qui ne le mettent pas en danger immédiat. Délai maximal avant les soins : 10 minutes ;
3. Urgent : le patient a des problèmes sérieux, mais son état est stable. Délais maximal : 1 heure ;
4. Standard : l'état de santé n'est pas en danger immédiat. Délais maximal : 2 heures ;
5. Non-urgent : le patient ne relève pas des services d'urgence. Délais maximal : 4 heures.

## Le triage dans les services d'urgence hospitaliers
Aujourd’hui, le triage aux services d’urgence est appliqué dans plusieurs pays. Plusieurs modèles sont proposés :
- en Australie : The Australasian Triage Scale (ATS) crée en 1997 puis révisé en 2e version ;
- au Canada : Triage and Acuity Scale (CTAS) ou Echelle de Triage et de Gravité (ETG), crée en 1999 et révisé en 2005  puis en 2008 ;
- en Espagne : Sistema estructurado de triaje (SET), qui est une adaptation du Model Andorrà de triatge (MAT) ;
- en France : la Classification infirmière des malades aux urgences (CIMU) qui repose sur la Classification clinique des malades des urgences (CCMU) ;
- en Royaume-Uni : The Manchester Triage System (MTS), publié en 1997 et révisé en 2005 ;
- aux États-Unis : The Emergency Severity Index (ESI)  à sa version 4 en 2005.

## Triage médical relatif à la pandémie de COVID-19
Pendant la Pandémie de maladie à coronavirus de 2020 en France, le principe du triage est devenu actuel dans certains hôpitaux de la région du Grand-Est, car il n'y a pas assez de respirateurs pour tous les patients. La même chose se produit dans le nord de l'Italie pendant la pandemie.
Selon le journal Die Welt, « le triage – la sélection des patients ayant de meilleures chances de survie – [est] depuis quelque temps à l’ordre du jour en Alsace ».

## Éthique du triage
L'éthique médicale traditionnelle en situation d'urgence se base sur le devoir de sauver ou « rule of rescue » : la réponse doit être immédiate, sans prise en compte du coût, des moyens investis, du bénéfice attendu, même si la probabilité de réussite est faible. C'est la règle du « tous pour un » (l'ensemble du système pour chaque victime) en pratique quotidienne habituelle,.
Cette conception est mise à mal en situation de catastrophe, lorsqu'un afflux massif de victimes, malades ou blessés déborde les capacités du système de soins. Le tri réalise alors une mise en ordre d'une situation chaotique, c'est un acte de sang-froid qui est censé évacuer ou canaliser l'émotion, et qui se valide par le rendement et la performance (nombre de personnes sauvées en fonction des moyens disponibles immédiats).

Exercice de triage en situation simulée (New-York, 2013).

La pratique du tri instaure une hiérarchie des soins et une ségrégation ou catégorisation des victimes, visant à sauver non pas chaque victime (irréalisable) mais le plus grand nombre. C'est la règle du « un pour tous » (chaque sauveteur pour le plus grand nombre). La pratique de tri est ainsi jugée comme :
- une « routine d'exception » par rapport à des valeurs traditionnelles ou par l'entraînement et la préparation des acteurs qu'elle implique[22],[23] ;
- ou « un acte médical à la fois indispensable et insupportable » sauver le maximum de vie ce qui implique d'en abandonner quelques-unes[24] ,[25] ;
- ou  « un geste imparfait mais un mal nécessaire (...) qui n'est pas improvisé et qui repose sur des règles connues »[25].

Toutefois, sous son apparence technique (critères faits de scores et d'échelles), le concept de triage n'est pas un concept neutre, il met en jeu des valeurs et des conflits de valeurs. Il impose parfois des choix difficiles, ce qui nécessite une réflexion préalable lors de la préparation des équipes par répétitions d'exercices.
Les discussions éthiques à propos du triage apparaissent dans les années 1960, lors de son passage de la médecine de guerre à la pratique civile. Ce fut le cas aux États-Unis avec les comités de sélection des patients à admettre en dialyse rénale, alors une ressource rare et coûteuse.

### Nécessité du choix
Une option possible est de refuser le principe même d'un triage, mais décider qu'il n'y a pas de choix possible reste un choix éthique. C'est celui qui accepte de s'en remettre à une « loterie naturelle » qui dépend des circonstances ou du hasard (ou historiquement à la « volonté divine » ). S'en rapprochent le principe du hasard organisé (tirage au sort ou « courte paille ») ou le principe de la file d'attente basé sur l'ordre d'arrivée (« premier arrivé, premier servi »).
Ne pas choisir revient à choisir d'accepter les inégalités d'une situation initiale. Par exemple, le principe de la file d'attente favorise les plus informés et ceux qui ont le plus de temps disponible ; alors que dans une situation chaotique cela revient à reproduire le chaos.
Une autre option consiste à instaurer un choix prioritaire simple, se limitant à une seule catégorie, par exemple la priorité aux plus faibles (« les femmes et les enfants d'abord ») , ou aux plus malades, aux plus pauvres, en fonction de l'âge etc.  Le problème du « prioritarisme » simpliste ou peu réfléchi est son caractère limité, qui ne prend en compte qu'un seul facteur parmi beaucoup d'autres :  ce qui peut s'avérer préjudiciable à terme.
Les critères de priorité doivent être identifiés, agencés et hiérarchisés en fonction de valeurs jugées préférables, c'est-à-dire dans une morale. Cette morale est double, résultant d'une tension entre une morale égalitariste (affirmer l'égalité des personnes et les traiter de façon équitable) et une morale utilitariste (sauver le plus grand nombre en fonction des moyens disponibles).

### Approche égalitariste

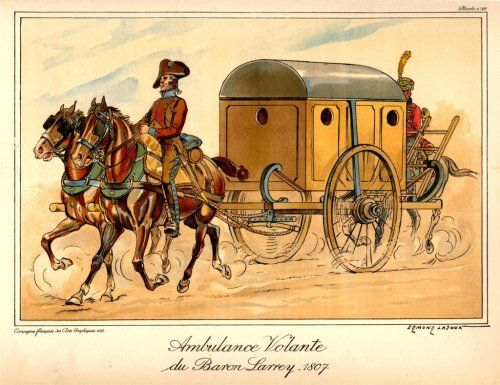
« Ambulance volante » ainsi appelée pour sa rapidité à évacuer un blessé grave du champ de bataille.

Une première approche égalitariste des soins sur le champ de bataille, précurseurs d'un triage, serait celle de Dominique-Jean Larrey (1766-1842), chirurgien en chef de la Grande Armée avec ses « ambulances volantes »,. Larrey les organise selon un critère d'urgence (nécessité d'une amputation) sans distinction du statut social, grade, et même de nationalité. Mais selon Lachenal, il ne s'agit pas encore d'un triage au sens moderne du terme (soumission à des impératifs comptables de moyens), mais « plutôt une manière d'affirmer l'autonomie d'une forme d'aristocratie médicale ».
Le triage moderne égalitariste a pour enjeux de maintenir ou restaurer l'égalité des personnes dans l'accès aux soins dans un principe de réciprocité ; de minimiser les effets d'inégalités et de discrimination par un comportement standardisé et impartial. Ceci implique d'allouer les ressources à ceux qui en ont le plus besoin, et donc de favoriser les plus mal lotis par compensation, voire par compassion. Cette approche est aussi le fondement de la médecine humanitaire, par exemple Médecins sans Frontières dont l'une des priorités est la population civile victimes de guerre.
Les limites et critiques sont celles de l'efficacité et de l'utilité. Plus la ressource est rare ou indivisible (par exemple un organe à greffer ou une place en réanimation), ou plus le temps est compté (urgence), plus il est difficile de maintenir une égalité effective. Donner la priorité aux malades les plus graves dans l'immédiat défavorise d'autres malades qui vont s'aggraver à moyen et long terme, ce qui contribue aussi à épuiser ressources et moyens.

### Approche utilitariste
L'approche utilitariste vise à la « maximisation du bien » : sauver le plus grand nombre de personnes, ou le « meilleur bonheur social » par la meilleure utilisation des ressources. Cette approche peut conduire à donner la priorité à des individus selon des critères d'utilité médicale (pronostic de durée et de qualité de vie après traitement disponible), voire d'utilité sociale (selon le mérite passé ou la performance future du système de triage ou des individus triés).
Par exemple, le philosophe américain Tristram Engelhardt (en) (1941-2018) propose, en situation de pénurie, un index d'admission en réanimation (treatment entitlement index) calculé pour chaque patient. Cet index prend en compte la probabilité du succès thérapeutique, la survie et la qualité de vie espérée de l'individu. Selon l'accessibilité de la ressource, l'index du seuil d'admission varierait. Ce choix, guidé par le « meilleur intérêt » pour l'individu, est aussi une volonté d'éviter de désavantager d'autres patients tout en tenant compte du coût de la prise en charge.
Cette approche pose des problèmes difficiles. Les critères médicaux peuvent être « objectivés », mais ils risquent de désavantager les patients les plus graves et les plus âgés. La notion de « qualité de vie » (mesurée, par exemple, par l'indicateur QALY ) peut être perçue différemment par le patient ou le médecin.
De même sur l'évaluation des critères d'utilité sociale, quelles actions ou quels  comportements faut-il retenir ? L'utilité sociale peut être discriminante voire stigmatisante. Plus précisément, il n'est pas acceptable que des critères se basent sur un jugement de comportement social pour exclure des catégories de personnes jugées non méritantes (par exemple buveurs, fumeurs, opposants à la vaccination...),.

### Approches combinées
Il n'existe pas de solution entièrement satisfaisante lorsqu'on est contraint de sélectionner des patients en situation de pénurie. Chaque approche a ses avantages et inconvénients. Aucun principe n'est suffisant en lui-même pour répondre à toutes les questions morales d'un triage, d'où l'existence de différents systèmes combinant des principes utilitaristes et égalitaristes.
Il s'agit d'assemblages d'outils quantitatifs, faits de scores, d'échelles, d'acronymes, d'algorithmes… qui servent, par exemple, à prédire un pronostic et la durée de séjour en réanimation, ou à classer les demandeurs d'organes.
Ces systèmes peuvent varier selon les pays, leur organisation des soins, leur niveau technologique ou leur politique socio-économique. Il existe certes des critères explicites, relativement validés et consensuels (triage chirurgical des traumatisés de guerre ou de catastrophe ; ou sur les probabilités de survie) mais la pratique du triage conduit parfois à prendre en compte des critères socio-médicaux mal explicités, voire un comportement social personnel (le patient perçu comme « responsable » de ce qui lui arrive).
Faute de trouver un consensus sur des valeurs communes, des auteurs proposent une transparence des prises de décisions, :
- un processus décisionnel transparent (ouvrir la « boite noire » des grilles et scores de décision[23]) ;
- un raisonnement fondé sur des informations acceptées par tous ;
- une surveillance des décisions par une institution légitime ;
- un dispositif permettant aux personnes concernées de faire appel des décisions (le tri comme processus réversible).

### Critiques du tri
Les avancées technologiques de la médecine contemporaine (réanimation et soins intensifs) ont pu construire de nouveaux savoirs et pratiques expertes sur la prise en charge de situations critiques pour des patients qui, autrefois, n'auraient pas survécu. La communauté des soignants est alors soumise à deux impératifs concurrents : la prudence ou « principe de retenue » (éviter une surutilisation de moyens pour de faibles ou médiocres résultats) et l'audace ou « courage d'échouer » (oser l'innovation dans l'espoir de meilleurs résultats pour de futurs malades).
Le tri médical met à l'épreuve des valeurs médicales fondatrices telles que l'autonomie du patient (pas de consentement libre et éclairé en situation d'urgence) et l'autonomie du soignant (qui doit se conformer à des règles strictement standardisées). Le tri n'oppose pas, comme on pourrait le croire, une médecine individuelle à une médecine collective. Au contraire il produit de l'individualité, mais une individualité différente : chaque patient n'est plus évalué dans un colloque singulier mais mesuré et objectivé par un système d'outils ou algorithmes.

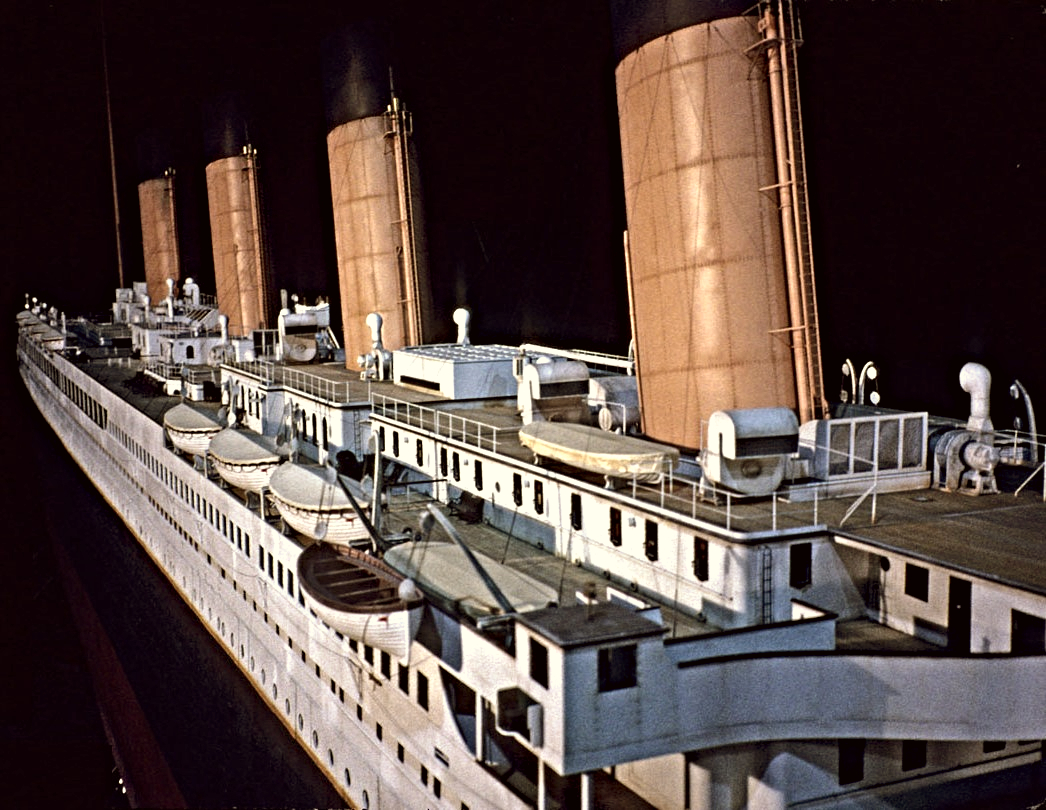
Les canots tribord arrière du Titanic (reconstitution digitale).

Enfin le tri médical tend à masquer d'autres problèmes situés en amont. Ce qui est souvent présenté comme une situation de fait (l'insuffisance de moyens) peut être aussi le résultat de valeurs ou de choix effectués auparavant. Le besoin ou la nécessité de trier peut résulter d'une production sociale, économique ou politique, de la rareté. Par exemple, le triage médical a été comparé à une « éthique du canot de sauvetage » ou life boat ethics (qui doit être gardé à bord ?)  alors que la vraie question aurait dû être le nombre de canots par navire.
Toutefois, le processus de triage se fait toujours dans l'urgence, et il reste nécessaire de réagir immédiatement. Ces choix inévitables ne peuvent relever uniquement de la responsabilité des médecins, laissés seuls à en assumer la charge. Cela relève d'un débat sociétal collectif, en dedans comme en dehors du système de soins. Le choix d'attribution des ressources disponibles mettent en jeu des vies et des valeurs humaines.
Dès lors, il s'agit de savoir quel système de santé on souhaite, les moyens à y consacrer, et plus largement quel type de société on souhaite. « Quand on ne peut pas s'entendre sur ce que nous avons à faire, nous les humains, nous pouvons encore décider ensemble de ce que nous ferons. »